# 福氏條紋小䰾
福氏條紋小䰾（學名：Desmopuntius foerschi），為輻鰭魚綱鯉形目鯉科條紋小䰾屬下的一個種，原本被歸類在Puntius屬，分布於亞洲婆羅洲南部淡水流域，本魚體延長成長橢圓形，口端位，眼大，體被圓鱗，側線明顯，尾鰭叉形，無觸鬚，體色黃棕色，背部顏色較深，腹部白色，從頭部到尾鰭基部具有6條黑色寬橫帶，身體散佈數個不規則斑塊，背鰭和臀鰭黑色，其餘魚鰭透明，體長可達5.3公分，棲息在森林覆蓋，沉積物沉澱帶酸性水質的丹寧色溪流底中層，生活習性不明，可做為觀賞魚。